# Peri Mirim
Peri Mirim est une municipalité brésilienne située dans l'État du Maranhão.